# Lola B12/60
La Lola B12/60 è una vettura sport-prototipo da competizione categoria Le Mans Prototype progettata e realizzata nel 2011 dalla Lola Racing Cars in base ai regolamenti ACO, per gareggiare nella 24 Ore di Le Mans e nel campionato Le Mans Series.
È stato iscritta dal team svizzero Rebellion Racing nel campionato mondiale endurance dalla stagione 2012 ed è anche stata impiegata, in misura minore, nel campionato American Le Mans Series (ALMS). È stata anche utilizzata dal team americano Dyson Racing nell'ALMS dal 2012.

## Palmarès
- Campionato mondiale endurance: Vincitore del trofeo LMP1 (scuderie private) del FIA World Endurance Championship 2012 con la Rebellion Racing
- American Le Mans Series
- Vincitore della Petit Le Mans nel 2013 con Rebellion Racing[1]
- Vincitore a Road America nel 2012 con Dyson Racing